# Loi d'Erlang
La distribution d'Erlang est une loi de probabilité continue, dont l'intérêt est dû à sa relation avec les distributions exponentielle et Gamma. Cette distribution a été développée par Agner Krarup Erlang afin de modéliser le nombre d'appels téléphoniques simultanés.

## Généralités
La distribution est continue et possède deux paramètres : le paramètre de forme {\displaystyle k}, un entier, et le paramètre d'intensité {\displaystyle \lambda }, un réel. On utilise parfois une paramétrisation alternative, où on considère plutôt le paramètre d'échelle {\displaystyle \theta ={\frac {1}{\lambda }}}.
Lorsque le paramètre de forme {\displaystyle k} vaut 1, la distribution se simplifie en la loi exponentielle.
La distribution d'Erlang est un cas spécial de la loi Gamma, où le paramètre de forme {\displaystyle k} est un entier. Dans la loi Gamma, ce paramètre est réel positif supérieur ou égal à 1.

## Caractérisation

### Densité de probabilité
La densité de probabilité de la distribution d'Erlang est
{\displaystyle f(x;k,\lambda )={\lambda ^{k}x^{k-1}\exp(-\lambda x) \over (k-1)!}\quad {\mbox{pour }}x>0.}
Le paramètre {\displaystyle k} est le paramètre de forme, et {\displaystyle \lambda } le paramètre d'intensité. Une paramétrisation équivalente met en jeu le paramètre d'échelle {\displaystyle \theta }, défini comme l'inverse de l'intensité (c'est-à-dire {\displaystyle \theta =1/\lambda }) :
{\displaystyle f(x;k,\theta )={\frac {x^{k-1}\exp(-{\frac {x}{\theta }})}{\theta ^{k}(k-1)!}}\quad {\mbox{pour }}x>0.}
La présence de la factorielle implique que k doit être un entier naturel supérieur ou égal à 1. Mais la loi Gamma généralise la distribution d'Erlang où ce paramètre k est un réel quelconque positif supérieur ou égal à 1. L'expression de la fonction de densité de probabilité est obtenue en remplaçant  {\displaystyle (k-1)!} par {\displaystyle \Gamma (k)}, qui la valeur prise par la fonction gamma en k.

### Fonction de répartition
La fonction de répartition de la distribution d'Erlang est
{\displaystyle F(x;k,\lambda )={\frac {\gamma (k,\lambda x)}{(k-1)!}}}
où {\displaystyle \gamma ()} est la fonction gamma incomplète. Cette fonction peut aussi s'écrire :
{\displaystyle F(x;k,\lambda )=1-\mathrm {e} ^{-\lambda x}\sum _{n=0}^{k-1}{\frac {(\lambda x)^{n}}{n!}}}

## Occurrences

### Processus de renouvellement
La distribution d'Erlang est la distribution de la somme de k variables aléatoires indépendantes et identiquement distribuées selon une loi exponentielle de paramètre {\displaystyle \lambda }. Si chacune de ces variables aléatoires {\displaystyle X_{i}} représente le temps au bout duquel un événement donné se produit (par exemple, une intervention à la suite d'une panne sur un appareil sans usure et sans mémoire), alors la variable aléatoire {\displaystyle T_{k}=X_{1}+\dots +X_{k}} au bout duquel le k-ème événement a lieu suit une loi d'Erlang de forme k et de paramètre {\displaystyle \lambda }.

### Processus de Poisson
Si l'on se donne un instant t, on montre que la variable aléatoire {\displaystyle N_{t}} égale au nombre d'entiers k tels que {\displaystyle T_{k}\leq t} suit une loi de Poisson de paramètre {\displaystyle \lambda t}. Dans l'interprétation ci-dessus, {\displaystyle N_{t}} est le nombre d'interventions effectuées avant l'instant t.